# 小行星11786
小行星11786（11786 Bakhchivandji）是一颗绕太阳运转的小行星，为主小行星带小行星。该小行星于1977年8月19日发现。

## 轨道参数
小行星11786的轨道半长轴为3.0876038 UA，离心率为0.274。